# به آسپیدیستراها رسیدگی کن
به آسپیدیستراها رسیدگی کن (به انگلیسی: Keep the Aspidistras flying) یک رمان اجتماعی است که در سال ۱۹۳۶ توسط جورج اورول نگاشته شد. درون‌مایه اصلی کتاب دربارهٔ بلندپروازی گوردون کامستاک برای به چالش کشیدن پول خدایی و جای و مقام و زندگی ملال‌آور پس از آن است.

## پیش زمینه
اوروِل کتاب را در خلال سال‌های ۱۹۳۴ و ۱۹۳۵ نوشت. هنگامی که در نزدیکی همپستد در لندن زندگی می‌کرد، و تجربیات و سرگذشتش را در این سال‌ها و سال‌های پس از آن به نگارش درآورد. در آغاز در سال ۱۹۲۸ او در منازل کرایه‌ای در جاده پورتوبلو که از همان‌جا سفرهای پیاده خود را شروع کرد و در فقیرترین بخش‌های لندن به پرسه زدن مشغول شد. در این زمان او قسمتی از یک نمایشنامه را نوشت که در آن یک بازیگر مشهور به نام استون برای عمل جراحی فرزندش نیاز به پول دارد و ترجیح می‌دهد همسرش را به تن‌فروشی وادارد تا نجابت و آبروی شغل خود را با نوشتن نمایشنامه‌های تبلیغاتی و سخیف خدشه دار کند.
نخستین انتشار اثر توسط ژورنال آدلفی (به انگلیسی: the Adelphie) که یک مجله وابسته به جناح چپ بود صورت گرفت و توسط سر ریچارد ریس که یک مرد ثروتمند و ایدئال گرا بود ویرایش شد. شخصیت رالوستین، یک ناشر برجسته در رمان، از او اقتباس شده‌است.

## خلاصه
گوردون کامستاک احساس می‌کند جنگی به وقوع پیوسته است. او شغل تبلیغات برای یک شرکت به نام نیوآبلیون را که در آن بسیار زبردست و ماهر بود را ترک کرده‌است و به جای آن به یک حرفه کم‌درآمد (فروشندگی در یک کتابفروشی با حقوق ناچیز) مشغول شده است، اما اکنون می‌تواند به دل‌مشغولی مورد علاقه خود یعنی شاعری مشغول شود. او از یک خانواده ثروتمند است که ثروت به ارث رسیده‌شان را با ولخرجی به هدر داده‌اند. گوردون از اینکه برای زنده ماندن باید کار کند عصبانی است و زیر فشار استرس درماندگی خودخواسته‌اش بسیار عصبی و ناراحت شده‌است.
گوردون به زندگی حقیرانه‌اش در یک اتاق کوچک در لندن ادامه می‌دهد؛ و در یک فروشگاه کتاب به سرپرستی یک اسکاتلندی به نام مک‌چنی کار می‌کند و در همین حال تنها اثر چاپ شده‌اش به نام موش‌ها روی قفسه کتاب‌فروشی‌ها خاک می‌خورد.
کامستاک از غلبه و تسلط پول (که او دوست دارد آن را پول خدایی توصیف کند) بر روابط اجتماعی بسیار ناراحت است و احساس می‌کند که زنان اگر او ثروتمند بود بیشتر به او ابراز علاقه می‌کردند.
گوردون کامستاک در حالی که در شغل کتابفروشی، تنها هفته‌ای دو پوند حقوق می‌گرفت،‌ دستمزد بالایی که در یک شغل اداری می‌توانست داشته باشد را رد کرد. با این کار اعلان جنگ واقعی نسبت به پول را اعلام کرد. اما در پی اتفاقات بعدی که برایش روی می‌دهد،؛ نظر او عوض می شود. این اثر در ایران نیز با نام همه جا پای پول در میان است،‌ ترجمه و منتشر شده‌است.

## شخصیت‌ها
- گوردون کامستاک: یک فرد تحصیل کرده و باهوش، با استعداد نویسندگی پایین
- رزمری واترلو: دوست دختر کاستاک که در شرکت تبلیغات با هم آشنا شده‌اند.
- فیلیپ رالوستون: رئیس انتشارات که چپ‌گرا و ثروتمند است.
- جولیا کاستاک: خواهر گودرون که مانند او فقیر است اما همیشه برای برادرش فداکاری می‌کند، یک دختر قدبلند که بسیار ساده و مهربان است.